# Natacha Lindinger
Natacha Lindinger (ur. 9 lipca 1970 w Paryżu) – francuska aktorka. Zagrała w filmie Horoskop śmierci 2.

## Filmografia
- 1995: Ainsi soient-elles jako młoda kobieta na tarasie
- 1997: Ryzykanci jako Kath
- 1997: Ballade de Titus, La jako Jeanne
- 1998: Tous les papas ne font pas pipi debout jako Dan
- 1998: Mes amis jako Carla
- 1998: Micro climat jako Annie
- 2000: Passion assassine jako Muriel Hélin
- 2000: 20.13 - Mord im Blitzlicht jako Carla
- 2001: Porzuceni jako Izabela
- 2002: Na krawędzi prawdy jako Hélène De Graf
- 2002: Quelqu'un de bien jako Virginie
- 2003: Aurelian jako Mary de Perceval
- 2003: Commissaire Valence jako Cécile
- 2003: Ani za, ani przeciw jako Caprice
- 2004: Enfant de l'aube, L' jako Hélène
- 2004: Eaux troubles, Les jako Bénédicte Lambert
- 2005: Vive la vie jako Yves Fajnberg
- 2006: Horoskop śmierci 2 jako Eva Trammel

### Gościnnie
- 1997: Un homme en colère jako Inès